# 58 Armia Ogólnowojskowa

Emblemat 58 Armii

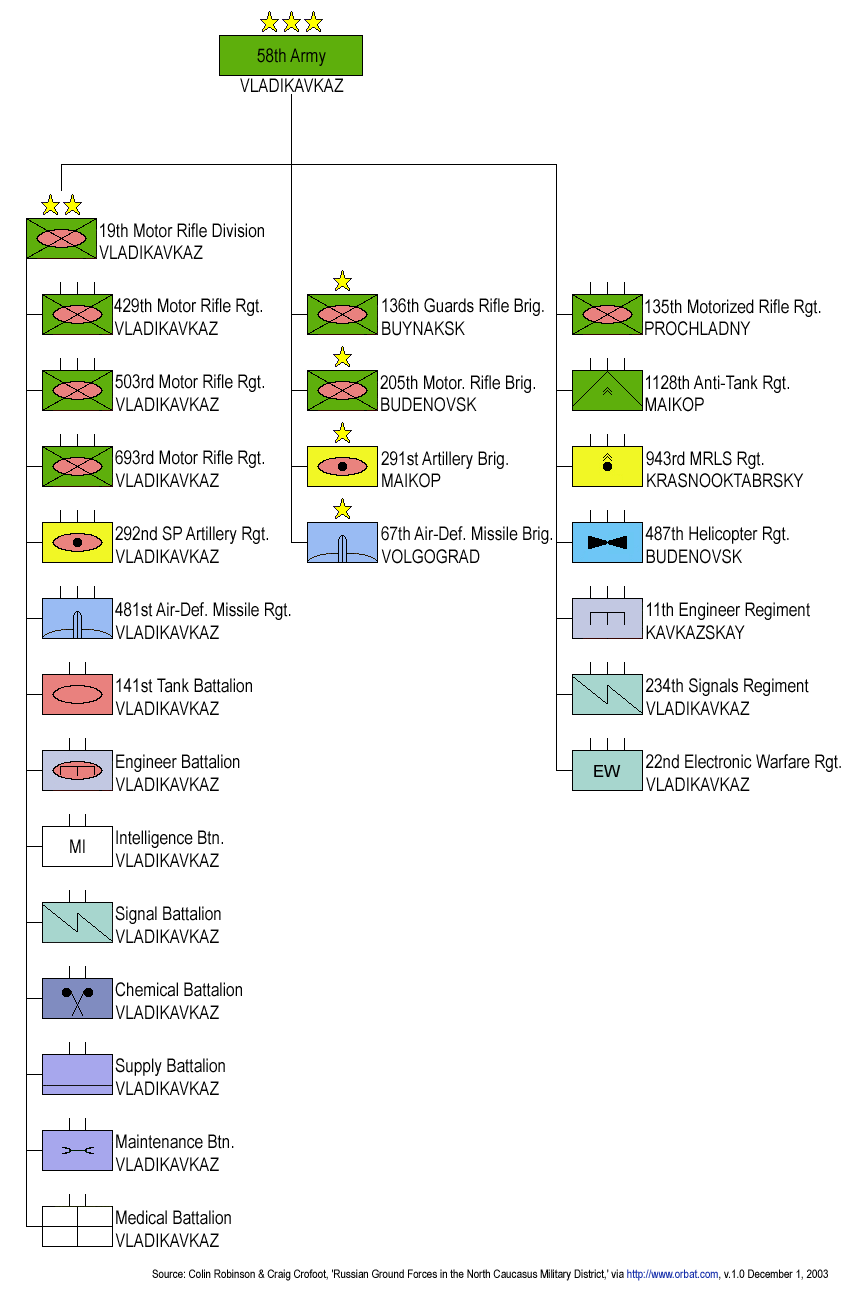
Współczesny schemat 58 Armii

58 Armia Ogólnowojskowa (ros. 58-я общевойсковая армия) – związek operacyjny wojsk lądowych Południowego Okręgu Wojskowego Sił Zbrojnych Federacji Rosyjskiej.
Dowódcą armii był m.in. generał pułkownik Michaił Zus'ko.